# Иштван Тамаши
Иштван Тамаши (мађ. Tamássy István; 7. август 1911 — 30. мај 1994) био је мађарски фудбалски нападач који је играо за Мађарску на Светском првенству у фудбалу 1934. На клупском нивоу је играо за Ујпешт.